# Soziales Lernen
Der Begriff Soziales Lernen stammt aus der Lernpsychologie und wurde, in etwas abgewandelter Bedeutung, auch von der Sozialpädagogik und der Erziehungswissenschaft aufgegriffen. Auch die soziale Arbeit beschäftigt sich mit dem sozialen Lernen. Das soziale Lernen ist eine der Grundlagen für das sogenannte handlungsorientierte, problemlösende Lernen. „Soziales Lernen“ ermöglicht das Erreichen dieses Ziels und nutzt dabei die Mechanismen der Gruppendynamik zur Gestaltung von Persönlichkeit und Gesellschaft.

## Begriffsgeschichte
SIVUS (Abk. schwedisch Social Individ Via Utveckling i Samverkan, „Soziales Individuum durch Entwicklung in der Zusammenarbeit“) hieß der Ursprung des „sozialen Lernens“, wie es in den 1970er Jahren vom schwedischen Psychologen Sophian Walujo entwickelt wurde. Es lehnte sich stark an die Empirie der skandinavischen Bauern und Seeleute an, die ohne eine konsequente Zusammenarbeit die Unbill ihres Lebensraumes wohl kaum so erfolgreich bewältigt hätten. Dieses ursprünglich kulturdeterministische Modell (SIVUS) wurde um psychologische und kulturelle Facetten erweitert. In neuerer Zeit ist daraus das Social Learning als Lerntheorie entstanden.

### Kompetenzbildung
Das soziale Lernen befasst sich mit dem Erwerb sozialer Kompetenzen, die eine der Grundvoraussetzungen für das Gelingen einer „offenen Gesellschaft“ sind. Soziale Kompetenz ist eine der Schlüsselqualifikationen für die globalisierte Welt von morgen, denn immer mehr Menschen auf diesem Planeten beanspruchen Recht, Gerechtigkeit, Sicherheit und Wohlstand. Diese Entwicklung führt aber auch zu einer immer stärkeren Einschränkung der Freiheiten („Big Brother“; Orwell), was die Entwicklung hin zu einer demokratiebewussten „offenen Gesellschaft“ in vielfacher Hinsicht erschwert. In einem anderen Zusammenhang bedeutet „soziales Lernen“ auch die Überwindung des linearen, behavioristischen Lernens und ist somit ein Weg, der eine sinnstiftende (Viktor Frankl) und vernunftgewinnende (Immanuel Kant) Intervention in die Gesellschaft darstellt.

### Psychologische Grundlagen
In der Psychologie wurde der Begriff von Julian B. Rotter geprägt. Bedeutsam waren vor allem die Forschungen Albert Banduras zum Modelllernen im Zuge der sozialkognitiven Lerntheorie. Gemeinsam ist beiden Theoretikern, dass das menschliche Verhalten weder allein durch äußere Reize (Wie es das behavioristische Paradigma postuliert) noch allein durch Kognitive Praedispositionen (wie es die Kognitionspsychologie sieht) determiniert ist, sondern durch die Interaktion von Situation (äußeren Reizen) und Person. Diese Haltung wird gemeinhin als Interaktionismus bezeichnet.

## Soziales Lernen und Sozialpädagogik
In der Sozialpädagogik versteht man unter sozialem Lernen den Vorgang des Erwerbs „sozialer und emotionaler Kompetenzen“. Es geht dabei um die Entwicklung von Wahrnehmungsfähigkeit, Kontakt- und Kommunikationsfähigkeit, Empathie und Diskretionsfähigkeit, Kooperations- und Konfliktfähigkeit sowie Zivilcourage. Als Ziel des sozialen Lernens gilt die Fähigkeit zur sozialen Antizipation.
Der Begriff stellt hier eine moderne Form der Erziehung und des Erwerbs sozialer Kompetenzen dar, welcher sich ausschließlich oder maßgeblich in einer sozialen Gruppe vollziehen kann. Dabei greift soziales Lernen maßgeblich auf die Mechanismen der Gruppendynamik zurück und wird als eine Form zur Überwindung hierarchischen, linear behavioristischen Lernens verstanden, und soll somit bei der individuellen demokratiebewussten Entwicklung helfen und im Endeffekt auch bei der Gestaltung der Gesellschaft. Hierbei wird vor allem auf die Ausprägung von Vernunft, Ethik und Zivilcourage wert gelegt.
Handlungskompetenz wird heute aufgeschlüsselt in Sach-, Methoden-, Personal- und Sozialkompetenz. Konkret wird beim sozialen Lernen die Entwicklung von eigenen individuellen emotionalen als auch praktischen Kompetenzen und die Eigenwahrnehmung gefördert sowie die Akzeptanz des Anderen mit dessen individuellen Kompetenzen und Grenzen.
Soziales Lernen ist keine Methode, die am Ende des Jugendalters beendet ist, sondern ein lebensbegleitender Lernprozess, der flexibel gestaltet wird, um auf neue Bedingungen zu reagieren. Allerdings stellt soziales Lernen eine Grundeinstellung dar, die möglichst früh gefördert werden sollte.
Soziales Lernen kann nicht selbstständig durch einzelne willige Pädagogen realisiert werden und gelingen, sondern muss Schritt für Schritt gezielt und konsequent vom ganzen Team (Schule, Hort, Kindergarten, Familie, …) gewollt und realisiert werden.

## Erziehungswissenschaften und Soziales Lernen
„Soziales Lernen“ wird häufig missverstanden und dabei mit dem aus den USA und England stammenden „service learning“ verglichen. Service-Learning bezeichnet eine Lehr- und Lernform, bei der fachliches Lernen in der Schule mit einer gemeinnützigen Tätigkeit verbunden wird. Mit sozialem Lernen ist aber weniger etwas „Gutes tun“ (ähnlich der täglich guten Tat der Pfadfinder) gemeint. Vielmehr ist es die Bereitschaft, die eigene Wahrnehmung zu schärfen, um eigene Vorurteile, Klischees und Illusionen zu hinterfragen und ihnen konsequent zu begegnen. Es geht also um den Erwerb "sozialer und emotionaler Kompetenz". Dieses Lernen kann weder durch automatisches Memorieren – noch durch vordergründige Projektarbeit mit Erfolg (z. B. Spiele) geschehen. Vielmehr ist es ein lebensbegleitender Prozess der Reflexion und Prägung des einzelnen Individuums. Alle Beispiele aus der Umwelt prägen. Je mehr unterschiedliche Perspektiven dabei eröffnet werden, desto eher gelingt es dem Lernenden, Ambivalenzen zu erkennen und das Differenzieren erfolgreich anzuwenden. Als „Selbstschädigung durch Neurose“ bezeichnete der Erfinder der Selbstmordforschung Erwin Ringel den Prozess der Nichtbewältigung. Das trifft auch auf analoge Fehler beim „sozialen Lernen“ zu.
Im Sinne der Vision, die den Organisationen der Vereinten Nationen zugrunde liegt, erstellten in Zusammenarbeit mit der UNESCO Knapper und Cropley ein Buch, das auf der internationalen empirischen erziehungswissenschaftlichen und psychologischen Forschung beruht. In diesem wird ein Konzept für soziales und lebenslanges Lernen entwickelt und dargestellt mit dem Ziel, auf der Basis individueller Selbstbestimmung zur optimalen persönlichen Bewältigung aller Lebensherausforderungen zu befähigen. Dementsprechend geht es im Rahmen des lebenslangen Lernens vorrangig um die Förderung selbstbewussten intelligenten und kreativen Handelns und nicht in erster Linie darum, fremdbestimmt den jeweils aktuellen und allzu oft kurzsichtig an bestimmten Leistungserbringungen (Testergebnissen, Auslesekriterien, Profiten) ausgerichteten Erwartungen von Lehrenden, Ausbildenden und Arbeitgebenden gerecht zu werden. Diesem universellen Konzept entsprechend ist die Stärkung der individuellen Freiheit (der politischen Mündigkeit und Eigenständigkeit, Verantwortungsethik, Autonomie, Selbstdisziplin, Selbstverwaltung) in einer Weise geboten, die auf das Allgemeinwohl ausgerichtet ist.
In Österreich bekam das „soziale Lernen“ (einige Jahre später gab es erste Versuche mit dem „offenen Lernen“) bereits in den 1980er Jahren einen eigenen Stellenwert im schulischen Lernen.
In Deutschland ist das soziale Lernen im Sinne der klassischen Kompetenzen in den Rahmenplänen als soziale Kompetenz neben der personalen, der fachlichen und der methodischen Kompetenz verankert.

## Neuere Entwicklungen
Lernstandards, Referenzrahmen und Lernportfolios sind Neuerungen, die auch auf PISA und andere Assessment-Studien Einfluss genommen haben. Eine völlige Neuorientierung des Sprachenlernens und des Lernens überhaupt, sind die Folge. Davon profitiert auch das Soziale Lernen, das neuerdings „implizit“ angewendet wird. Hier befindet sich auch die Schnittstelle zum „Demokratie lernen“. „Civic Education“ oder „Education for Democratic Citizenship“ heißt die Lernform, die neuerdings von der EU im Rahmen des „lebenslangen Lernens“ (Lissabon-Strategie) und der europäischen Identitätsstiftung (Aufbau einer europäischen Sphäre) verlangt wird. Dieses „Demokratie Lernen“, wird zunehmend zu einem Muss an europäischen Schulen. Das „implizit soziale Lernen“ wird dazu vermutlich die führende Methode werden.